# Гідравлічний затвор

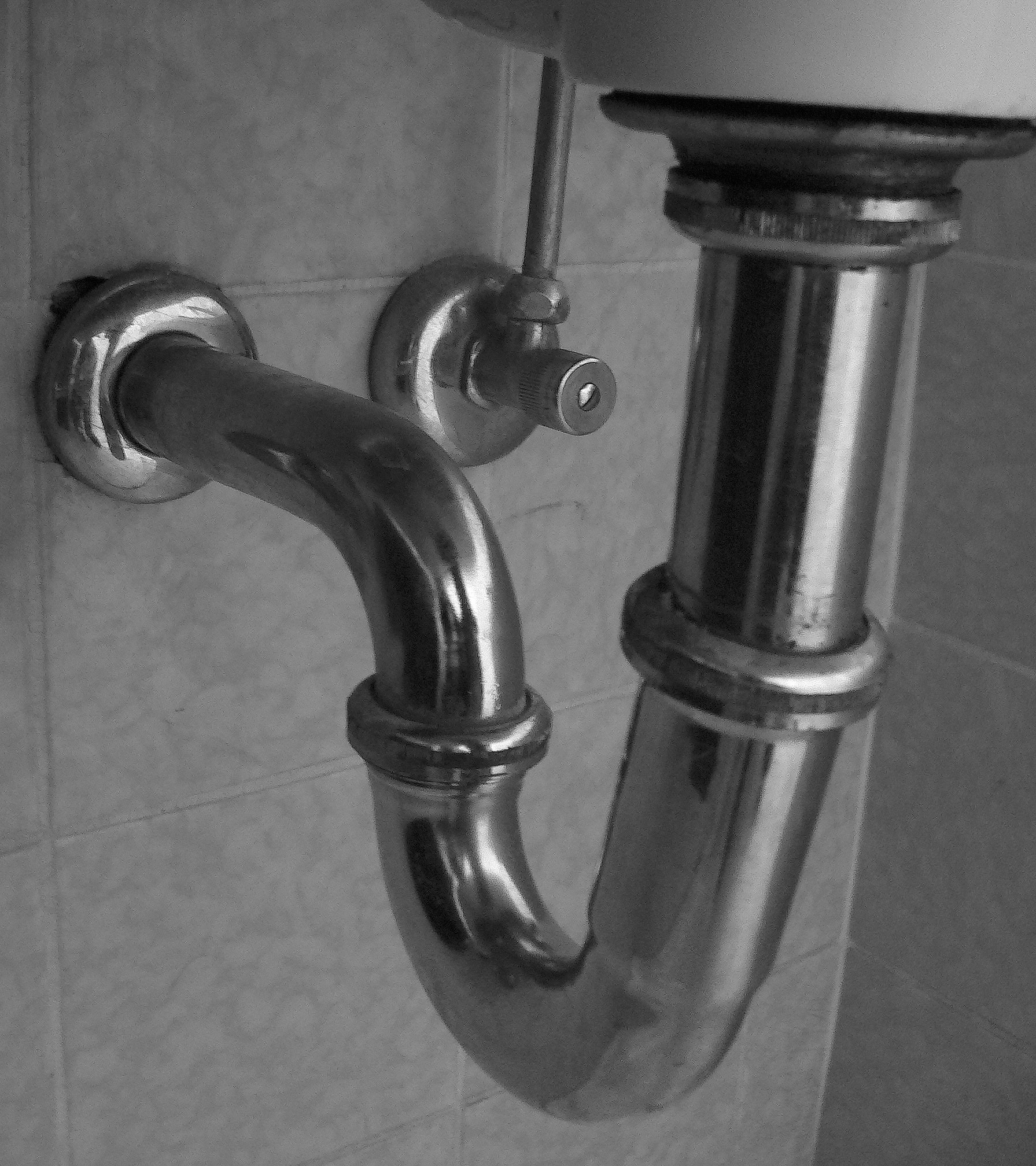
U-подібний гідравлічний затвор

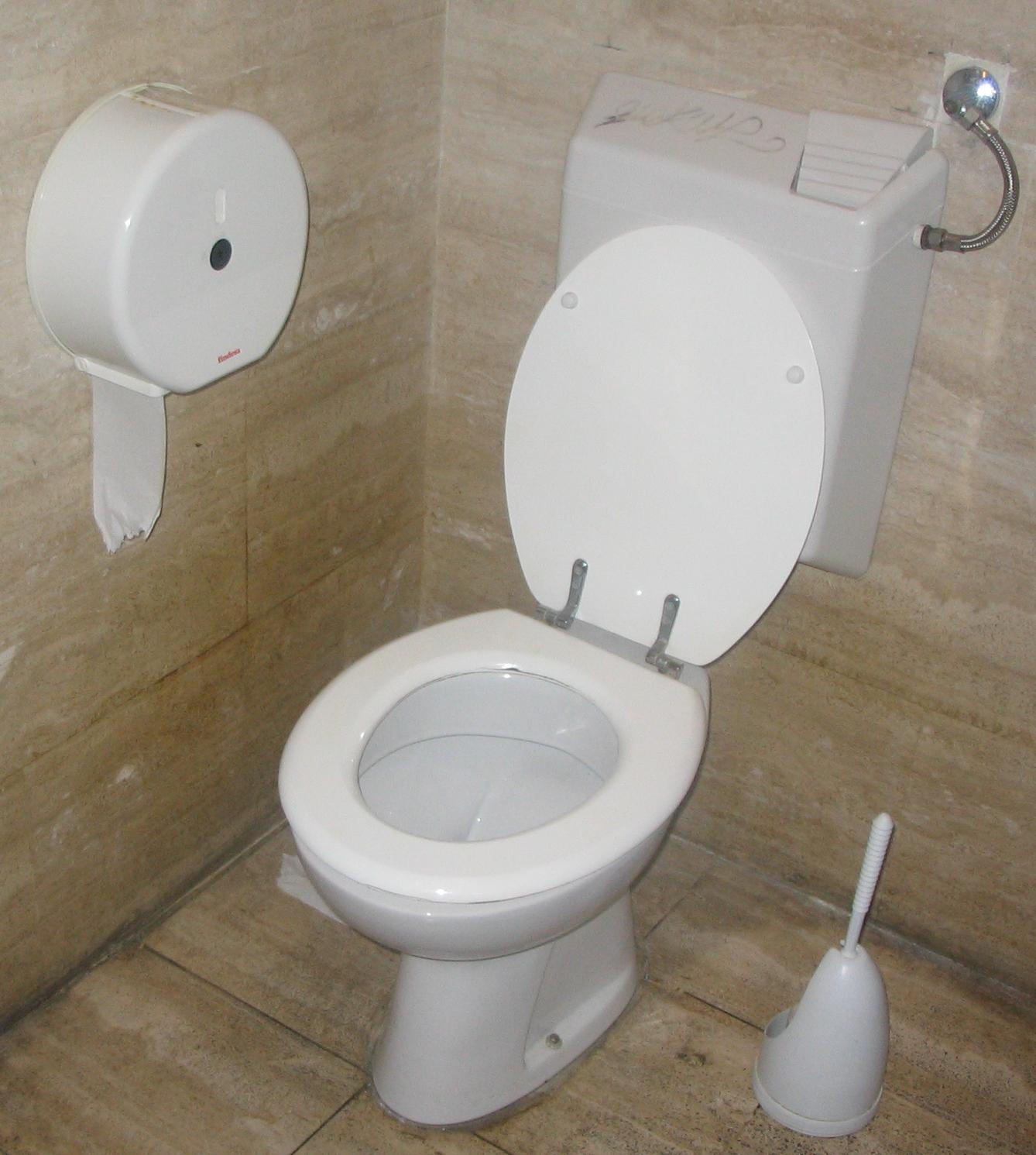
Гідравлічний затвор в ніжці унітазу

Гідравлічний затвор (гідрозатвор, сифон) — пристрій, призначений для одностороннього відсікання газів від резервуара або трубопроводу. Використовується в сантехніці при облаштуванні каналізаційних мереж, у виробництві алкогольних напоїв бродінням тощо.
Також використовується як:
- Пристрій для герметизації гирла свердловин.
- Пристрій для виведення фільтрату з вакуумної системи вакуум-фільтрів у вигляді вертикальної труби висотою не менше 10330 мм, нижній кінець якої занурений у збірник фільтрату для урівноваження атмосферного тиску.

## Використання гідравлічного затвора
Утворені в мережі каналізації гази можуть бути смердючими, токсичними або вибухонебезпечними. При відсутності гідрозатвора відкривається безперешкодний доступ газів у приміщення. Гідрозатвор дозволяє зливати в каналізацію рідину, перешкоджаючи зворотнє перетікання газів.
Окремі сантехнічні прилади мають вбудований гідрозатвор, інші можуть бути обладнані зовнішнім затвором.